# クリス・シルバ
クリス・シルバ・オバメ・コレイア・シルバ (Chris Silva Obame Correia Silva . 1996年9月19日 - )は、ガボン・エスチュエール州リーブルヴィル出身のバスケットボール選手。ポジションはPF。

## 来歴
2012年にNBA選手を目指すために渡米。ニュージャージー州のローゼル・カトリック高校に留学。最終学年時に州王者を経験するなど活躍し、大学進学時にシートン・ホール大学やプロビデンス大学などからの誘いを受け、最終的にサウスカロライナ大学に進学。2年生時の2016-17シーズンに37試合10.2得点6.1リバウンドを記録し、更にNCAAトーナメントでファイナル4まで進出。その後も数字を伸ばし、最終学年の2018-19シーズンは15.2得点7.8リバウンドを記録するも、2019年のNBAドラフトでは指名外に終わった。
2019年7月11日、マイアミ・ヒートと契約。10月19日に2ウェイ契約に移行。同月24日2019-20シーズン開幕戦のメンフィス・グリズリーズ戦で早速起用され、念願のNBAデビュー。試合も120-109で勝利。2020年1月14日に本契約を締結。同シーズンは44試合に出場。チームは7年振りのNBAファイナルに進出するも、ロサンゼルス・レイカーズに2勝4敗で敗れた。
2021年3月25日、ネマニャ・ビエリツァとのトレードでサクラメント・キングスに放出され、4試合に起用されたものの、4月28日に解雇された。
2021年9月20日、ミネソタ・ティンバーウルブズとトレーニングキャンプ契約を締結。2021-22シーズン開幕前に解雇され、10月26日に傘下のアイオワ・ウルブズに加入。Gリーグで15.1得点9.6リバウンドを記録していたところで、12月21日カール＝アンソニー・タウンズらオミクロン株の感染拡大によるクラスター発生で人員不足に陥ったミネソタ・ティンバーウルブズに10日間契約で加入。ウルブズとの契約終了後の同月31日にヒートに10日間契約で再加入した。
2024年7月、イスラエル・バスケットボール・プレミアリーグに所属するブネイ・ヘルツリーヤへの加入が発表された。リーグ戦では19試合に出場し、1試合平均27.5分の出場で、15.1得点、8.0リバウンド、4.6ターンオーバー、2.8アシスト、1.1ブロック、フリースロー成功率84.3パーセント、スリーポイント成功率27.3パーセントという成績を残した。

## ガボン代表
2015年にチュニジアで開催されたバスケットボールアフリカ選手権にガボン代表に初招集。以降代表の中心選手に定着している。

## 人物
- マイアミ・ヒートの選手として念願のNBAデビューを果たした2019年、ヒートはシルバの母親をマイアミまで招待し、12月27日のインディアナ・ペイサーズ戦の試合前にシルバ本人と対面させるという企画を敢行した。HCエリック・スポールストラによれば ｢以前から彼のためにこの企画を計画していたんだよ｣ という。思いがけないサプライズにシルバ自身も感涙した[11]。